# Munsmo
Munsmo är en by belägen i Solf, Korsholms kommun, i Finland. Det tidigaste omnämnandet av Munsmo i skrifter är från 1543.
Förutom Munsmo, ingår i Solf även byarna Rimal, Västersolf och Östersolf.

## Sevärdheter
- Munsmo hamn
- Pumphuset vid Söderfjärden
- Fågeltornet